# Adolf Herschmann
Adolf Herschmann (* 6. April 1895 in Wien, † nach 1926) war ein österreichischer Ringer und Olympiateilnehmer.

## Werdegang
Adolf Herschmann kam in Wien vor dem I. Weltkrieg zum Ringen. Er gehörte während seiner Laufbahn dem AC „Wacker“ Wien, dem AK „Cherusker“ Wien und dem Polizei SV Wien an. Er rang nur im griechisch-römischen Stil. Von Beruf war er Polizeibeamter.
Infolge des I. Weltkrieges konnte er erst ab 1920 in das nationale und internationale Wettkampfgeschehen eingreifen. 1922 landete er einen seiner größten Erfolge in seiner Laufbahn, denn er kam bei den deutschen Kampfspielen in Berlin im Bantamgewicht auf den 1. Platz vor Richard Fabrowsky, Berlin und dem Olympiazweiten von 1912 Georg Gerstacker vom AC „Sandow“ Nürnberg.
1923 wurde er österreichischer Meister im Bantamgewicht. Diesen Erfolg wiederholte er 1924 und gewann außerdem die österreichische Ausscheidung für die Olympischen Spiele dieses Jahres in Paris. Bei diesen Olympischen Spielen kam er im Bantamgewicht zu Siegen über Mazhar Cakin, Türkei, Jan Bozdech, Tschechoslowakei und Theophile Kueny, Frankreich. In der 4. Runde unterlag er gegen Sigfrid Hansson aus Schweden, womit er ausschied und einen guten 5. Platz belegte.
In den folgenden Jahren hatte er Schwierigkeiten, das Gewicht für die Bantamgewichtsklasse zu bringen. 1926 startete er aber noch einmal bei den deutschen Kampfspielen in Köln in dieser Gewichtsklasse, schied dort aber nach zwei gewonnenen und zwei verlorenen Kämpfen vorzeitig aus und wurde nicht platziert.

## Erfolge
| Jahr | Platz | Wettbewerb                                               | Gewichtsklasse | Ergebnisse |
| 1920 | 1.    | Intern. Turnier in Wien                                  | Bantam         | vor Karl Mezulian und Reichmann, beide Österreich |
| 1921 | 2.    | Wiener Meisterschaft                                     | Feder          | hinter Gustav Boukal, AC „Ostmark“ Wien und Josef Penczik, AK „Heran“ Wien                                                                                |
| 1921 | 2.    | Österreichische Meisterschaft                            | Feder          | hinter Gustav Boukal, vor Ziosa, AK „Slovan-Fristensky“ Wien                                                                                              |
| 1922 | 2.    | Ausscheidungs-Turnier f.d. deutschen Kampfspiele in Wien | Feder          | hinter Josef Penczik, AK „Sovan-Fristensky“ Wien, vor Gabriel, AK „Herkules“ Wien und Dirry, SV „Austria“ Wien                                            |
| 1922 | 2.    | Wiener Meisterschaft                                     | Feder          | hinter Gustav Boukal, vor Ziosa |
| 1922 | 1.    | Deutsche Kampfspiele in Berlin                           | Bantam         | vor Richard Fabrowsky, Berlin und Georg Gerstacker, AC „Sandow“ Nürnberg                                                                                  |
| 1922 | 2.    | Intern. Turnier in Budapest                              | Bantam         | hinter Armand Magyar, vor Robert Magyar, beide Ungarn |
| 1923 | 1.    | Ausscheidungs-Turnier f.d. Göteborger Kampfspiele        | Bantam         | vor Zdenik, AK „Slovan-Fristensky“ Wien |
| 1923 | 1.    | Österreichische Meisterschaft                            | Bantam         | vor Grünspan, SV „Hakoah“ Wien und Dreßler, Neu-Erlaa |
| 1924 | 2.    | Wiener Meisterschaft                                     | Bantam         | hinter Karl Sesta, „Simmeringer“ AK Wien, vor Haller, AK „Eiche“ Wien                                                                                     |
| 1924 | 1.    | Olympia-Ausscheidungs-Turnier in Wien                    | Bantam         | vor Franz Lasnitzka, Wiener SC |
| 1924 | 5.    | OS in Paris                                              | Bantam         | nach Siegen über Mazhar Cakin, Türkei, Jan Bozdech, Tschechoslowakei und Theophile Kueny, Frankreich und einer Niederlage gegen Sigfrid Hansson, Schweden |
| 1924 | 1.    | Österreichische Meisterschaft                            | Bantam         | vor L. Mika „Erdberger“ AK Wien und Franz Lasnitzka |
| 1925 | 1.    | Wiener Meisterschaft                                     | Feder          | vor Grünel, AK „Slovan-Fristensky“ Wien und Grünspan, SV „Hakoah“ Wien                                                                                    |
| 1926 | unpl. | Deutsche Kampfspiele in Köln                             | Bantam         | Sieger: Kurt Leucht, SC „Maxvorstadt“ Nürnberg vor Paul Reiber, TSV Musberg                                                                               |

Erläuterungen
- alle Wettkämpfe im griechisch-römischen Stil
- OS = Olympische Spiele
- Bantamgewicht damals bis 58 kg, Federgewicht bis 62 kg Körpergewicht